# (32156) 2000 MY
2000 MY (asteroide 32156) é um asteroide da cintura principal. Possui uma excentricidade de 0.08087280 e uma inclinação de 4.61655º.
Este asteroide foi descoberto no dia 24 de junho de 2000 por John Broughton em Reedy Creek.